# ネーデルラントの諺
『ネーデルラントの諺』（ネーデルラントのことわざ、蘭: Nederlandse Spreekwoorden, 英: Netherlandish Proverbs）は、ピーテル・ブリューゲル（父）により1559年に描かれた油彩画の作品である。この作品には、100以上ものネーデルラントのことわざが絵画として描かれており、現在はベルリンの絵画館に所蔵されている。

## 油彩画

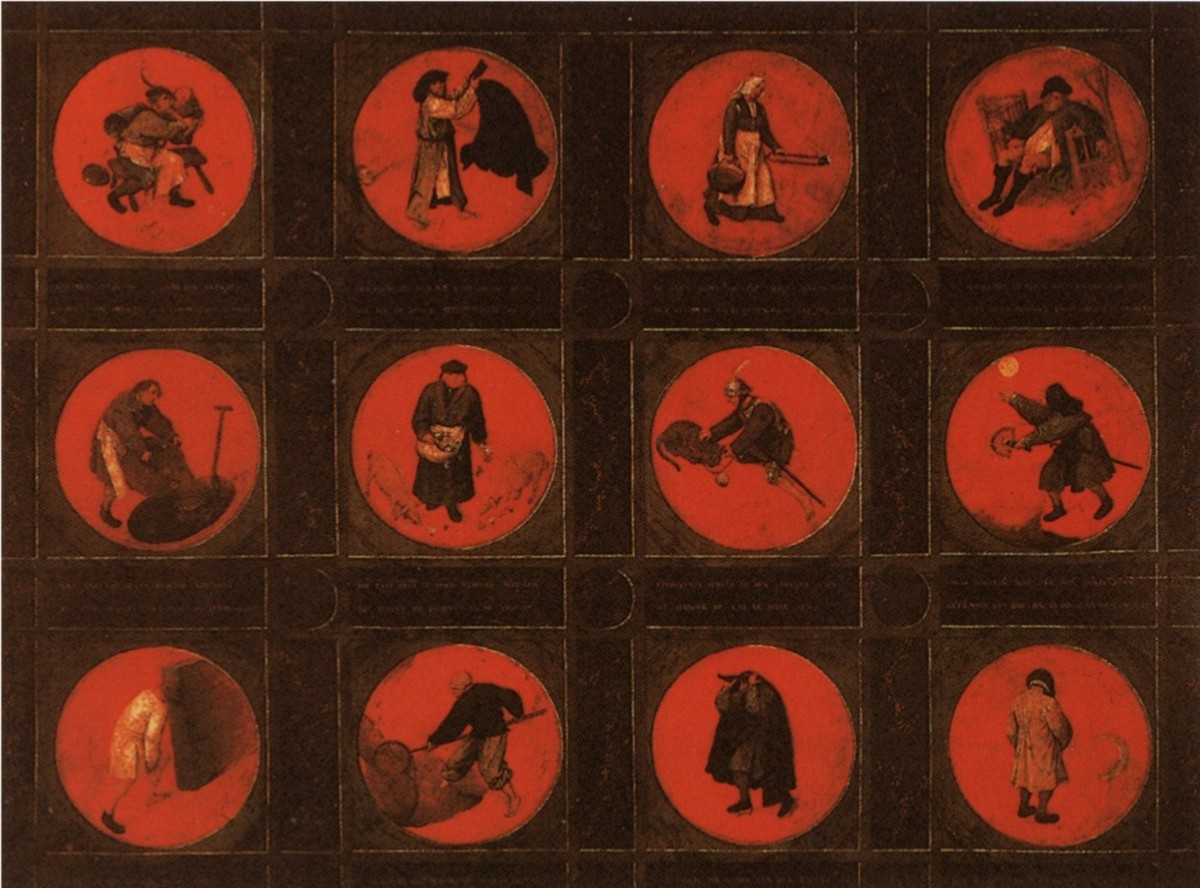
ブリューゲルの『12の諺』(詳細は拡大して参照)

### 構図
この油彩画は、絵の中央の高さに観覧者の目線が位置した時に、本来の概要が把握でき、詳細も判別できるようになっている。構図は、絵の上部に向かうにつれて奥(絞首台と帆船が描かれている部分)の方に傾斜した構図となっている。このように隅をゆがませることにより、絵の中の空間がより広く見えるような印象を作り出しているのである。構図の中心軸は、よくブリューゲルが用いる手法であるが、左下部から右上方の隅へと走っている。「あり得ない」ような形で左上部にパンケーキが描かれているが、これはおそらく遠近法的な効果を意識して意図的にゆがませてあるものと思われる。

### 内容と解釈
描かれているのは、ある海辺の村の日常生活と、その中でのちょっとした騒ぎの様子である。左側の家の壁に、逆さまになった地球儀が描かれているがこれは、人間は皆愚かであり、世間の出来事や行いに翻弄されるという、神無き誤った世界の象徴である。下部中央には、赤い服を着た女性が夫に青い外套を着せている様子が色鮮やかに描かれているのが見えるが、これは女性が夫に対して不貞を働いていることを意味している。中央部の天蓋の下には悪魔が座っているが、彼はこの絵の世界における摂政(神無き世界で神の代わりに世界を治めている)であることは疑いない。
ブリューゲルの絵画は、世界は罪深く、邪悪で、愚かしいものであるという当時の彼の世界観を反映している。欺瞞や自己欺瞞、悪意、弱さに満ちた世界である。このような主題は当時の文学においても見られ、ゼバスティアン・ブラントの『阿呆船』やデジデリウス・エラスムスの『痴愚神礼讃』等においても、同じ主題が繰り返し記述されている。

### 背景
ブリューゲルの時代には、ことわざの収集は普通に行われていることであった。エラスムスは1500年には既に、ラテン語のことわざや格言の収集を出版しており、フランソワ・ラブレーも、1564年に出版した小説『ガルガンチュワとパンタグリュエル』において寓意の島を主題としている。ブリューゲルもまた、1558年に『12の諺』という一連の絵画(現在、アントウェルペンのマイヤー・ファン・デン・ベルグ美術館所蔵)で、ことわざを主題にしているが、『ネーデルラントの諺』以前に、これほどまでにことわざを絵画的に描いたものはなかった。

### 描かれていることわざ

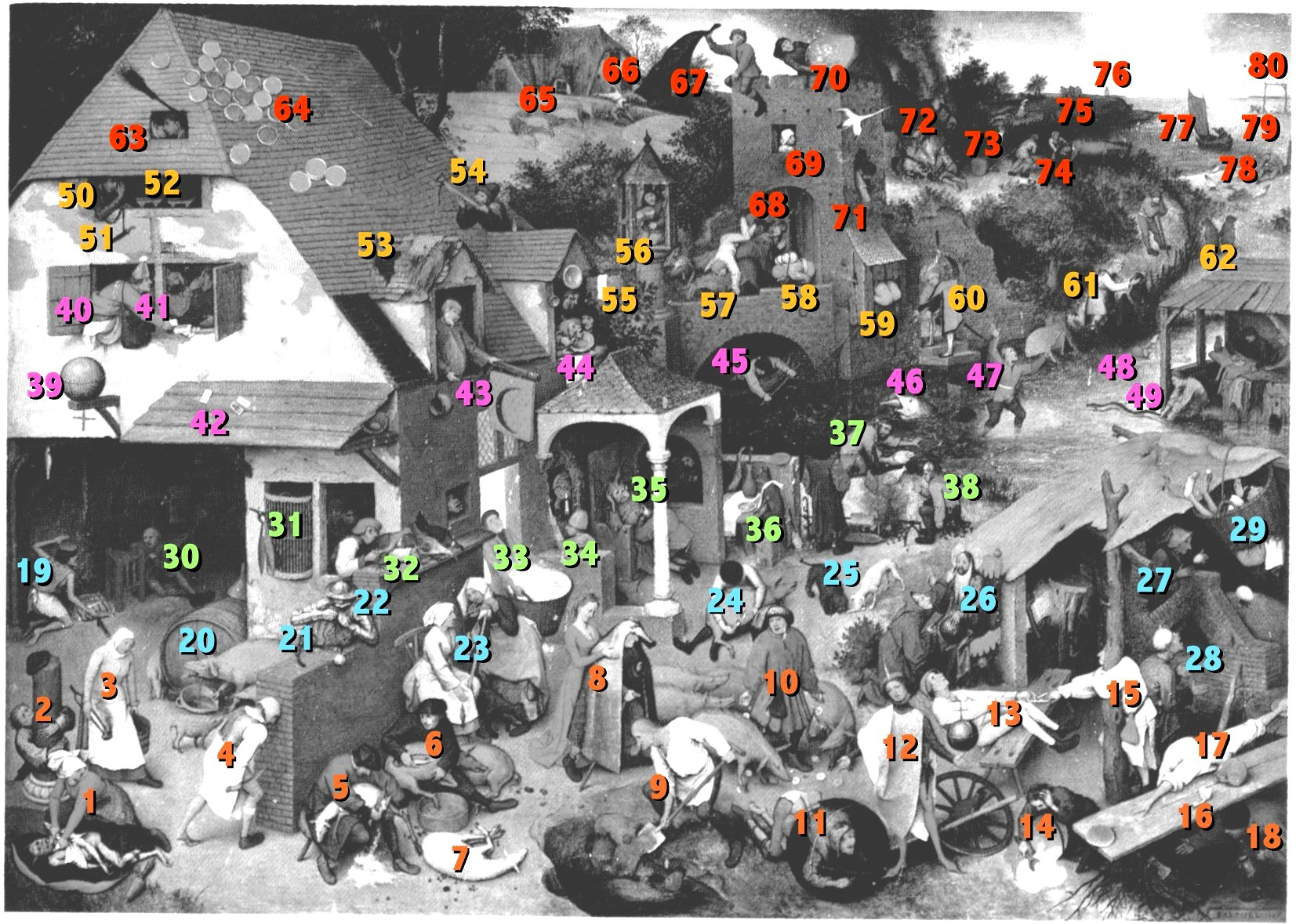

以下は、100以上描かれていることわざの一部である。一連の番号は上の白黒画像内の番号と一致している。
| 番号 | ことわざ(オランダ語) 「日本語訳」 | 意味                                                                                     | 部分画像 |
| ---- | --- | ---------------------------------------------------------------------------------------- | -------- |
| 1    | De duivel op het kussen binden 「悪魔でさえ枕に縛りつける」 | 頑固さは何をも克服する                                                                   |          |
| 2    | Een pilaarbijter 「柱を噛む人」 | 偽善者                                                                                   |          |
| 3    | Geloof nooit iemand die in de ene hand water en de andere hand vuur draagt 「一方の手で水、もう一方の手で火を運んでいる者を信じるな」                               | 二面性を持つ者は信用できない                                                             |          |
| 4    | Met het hoofd tegen de muur lopen 「頭を壁に向けて歩く」 | 不可能なことを試みる                                                                     |          |
| 4    | Aan de ene voet een schoen, de ander blootvoets 「一方の足に靴、もう一方の足は裸足」                                                                                | バランス感覚が優れている                                                                 |          |
| 5    | Men moet de schapen scheren, maar niet villen 「羊の毛を刈っても丸裸にしてはならない」                                                                              | 欲張って収入源を犠牲にしてしまうと将来そこから何も得られなくなる                         |          |
| 5    | Men moet de schapen scheren al naar ze wol hebben 「羊毛を得るためには羊の毛を刈らなければならない」                                                                | 収入を得たければ働かなければならない                                                     |          |
| 6    | De een scheert schapen, de ander varkens 「一人が羊の毛を刈り、もう一人は豚の毛を刈る」                                                                             | 豊かに生きている人もいれば困窮している人もいる (世間は不公平である)                      |          |
| 7    | Zo mak als een lammetje 「子羊のようにおとなしい」 | とてもおとなしい                                                                         |          |
| 8    | Zij hangt haar man de blauwe huik om 「彼女は夫に青い外套を着せる」                                                                                                 | 彼女は夫に不貞を働いている                                                               |          |
| 9    | Als het kalf verdronken is, dempt men de put 「子牛が溺れてから濠を埋める」                                                                                         | 何かを行うには遅すぎる                                                                   |          |
| 10   | Men moet geen rozen (paarlen) voor de zwijnen werpen 「豚の前にバラ(真珠)を投げてはならない」                                                                       | 価値のないことに浪費してはならない                                                       |          |
| 11   | Men moet zich krommen, wil men door de wereld kommen 「世に出たければ身をかがめなければならない」                                                                   | 世間で通用するようになりたければ、そこに適応しなければならない                           |          |
| 12   | Hij laat de wereld op zijn duim draaien 「彼は親指の上で世界を回している」                                                                                          | 人を意のままに操る                                                                       |          |
| 13   | Ze trekken om het langst 「彼らは(持ち手を)できるだけ長くしてを引っ張っている」                                                                                     | 自分の方がより有利になろうともがく                                                       |          |
| 14   | Die zijn pap gemorst heeft kan niet alles weer oprapen 「自分の粥をぶちまけた者は全てを元には集められない」                                                         | 一度起こした不祥事は二度と取り繕えない                                                   |          |
| 14   | Een stok in het wiel steken 「車輪に棒をかます」 | 仕事を怠ける                                                                             |          |
| 15   | Liefde is waar de geldbuidel hangt 「愛は財布の掛かっているところにある」                                                                                           | 愛情は経済力がものを言う                                                                 |          |
| 16   | Een hark zonder steel 「取っ手のないくわ」 | 役に立たないもの                                                                         |          |
| 17   | Niet van het ene brood tot het andere weten te geraken 「一つのパンを持ちながらもう一つのパンに届かない」                                                           | 自分の収入で暮らすのが厳しい                                                             |          |
| 18   | Het bijltje zoeken 「手斧を探す」 | 逃げ道や言い訳を探す                                                                     |          |
| 18   | Zijn licht ergens op laten schijnen 「彼のランタンを照らせる所」 | やっと得た自分の才能を見せる機会                                                         |          |
| 18   | Een grote lantaarn en een klein licht 「大きなランタンの小さな光」                                                                                                  | 多くの噂の中にほとんど重要なことがない                                                   |          |
| 18   | Met een lantaarn te zoeken 「ランタンを持って探す」 | 見つけにくいもの                                                                         |          |
| 18   | De bijl naar de steel werpen 「幹に斧を投げる」 | あきらめる                                                                               |          |
| 19   | De haring braadt hier niet 「ニシンがここでは焼かれていない」 | 物事が計画通りに進まない                                                                 |          |
| 19   | De haring braden om de hom of kuit 「魚卵や白子のためにニシンを丸ごと焼く」                                                                                         | 僅かなものを得るために大きなものを犠牲にする                                             |          |
| 19   | Een deksel op zijn kop hebben 「頭に蓋を載せる」 | 責任を引き受ける                                                                         |          |
| 19   | De haring hangt aan zijn eigen kieuwen 「ニシンをそのエラで吊るす」                                                                                                 | 人は自分の行いに責任を持たなければならない                                               |          |
| 19   | Daar steekt meer in dan een enkele panharing 「一匹の新鮮なニシンにはもっと多くのものが入っている」                                                                 | 何事も一見しただけでは本質を知ることはできない                                           |          |
| 19   | De rook kan het hangerijzer niet deren 「煙は鉄の釣鈎を傷めることはできない」                                                                                       | 人は自分の身の程を知らなければならない                                                   |          |
| 20   | De zeug loopt met de tap weg 「雌豚が樽の栓を抜く」 | 無視していると恐ろしい結果になるもの                                                     |          |
| 21   | De kat de bel aanbinden 「猫に鈴を着ける」 | 企みがかえって状況を悪くする                                                             |          |
| 22   | Tot de tanden bewapend 「歯にまで武装する」 | 重武装している                                                                           |          |
| 22   | In het harnas steken 「鎧を着けている」 | 激怒している                                                                             |          |
| 23   | De een rokkent wat de ander spint 「一人が紡いだものをもう一人が乾かす」                                                                                            | 噂を広める                                                                               |          |
| 23   | Zorg dat daar geen zwarte hond tussen komt 「黒い犬が間に入って来ないよう気を付ける」                                                                               | 失敗がないように注意する                                                                 |          |
| 24   | Het varken is door de buik gestoken 「豚がお腹を刺される」 | 物事が断固として決められる                                                               |          |
| 25   | Twee honden aen eenen beene, si draghen selden wel overeene 「二匹の犬と一つの骨、めったに合意しない」                                                              | いつも同じことについて言い争っている                                                     |          |
| 26   | Voor God een baard van vlas maken 「神に亜麻のひげを付ける」 | 信仰心を隠れ蓑にして人を騙す                                                             |          |
| 27   | Naar het kippenei grijpen en het ganzenei laten lopen 「雌鳥の卵を離さず、ガチョウの卵を捨てる」                                                                    | よく考えずに悪い方を選んでしまう人                                                       |          |
| 28   | Tegen een oven gapen 「オーブンに向かってあくびする」 | 得難い物を得ようとする                                                                   |          |
| 28   | Niemand zoekt de ander in de oven, als hij er zich niet zelf in verstopt heeft 「自分がオーブンに隠れたことがある者以外、他の誰かをオーブンの中に探す者はいない」   | 悪意のある者だけが、他者に対しても悪意を感じる                                           |          |
| 29   | Door de mand vallen 「籠から抜け落ちる」 | 嘘は必ずばれる                                                                           |          |
| 29   | Tussen hemel en aarde hangen 「天と地の間にぶら下がっている」 | 気まずい状況にいる                                                                       |          |
| 30   | De hond in de pot vinden 「鍋の中に犬を見つける」 | 食事の時間に遅れて食べそこなう                                                           |          |
| 30   | Tussen twee stoelen in de as zitten 「灰の中で二つの腰掛の間に座る」                                                                                                | 決断できない、どちらの側にも立てない                                                     |          |
| 31   | Daar hangt de schaar uit 「外にハサミをぶら下げている」 | いかさま師、泥棒(ハサミは、人が腰に結び付けている財布を切り取ってくすねることの象徴)     |          |
| 31   | Aan een been knagen 「骨を齧る」 | 同じことに長い間文句を言う                                                               |          |
| 32   | De hennentaster 「雌鶏を調べる人」 | (まだ産まれていない卵を調べるような)起こっていないことについてあれこれ心配する心配性の人 |          |
| 33   | Hij draagt de dag met manden uit 「彼は日を籠で運び出す」 | 彼の時間は意味なく無駄になった                                                           |          |
| 34   | Een kaars voor de duivel branden 「悪魔のためにろうそくを灯す」 | 誰とでも友達になる                                                                       |          |
| 35   | Bij de duivel te biecht gaan 「悪魔の元へ懺悔に行く」 | 敵に秘密を漏らす                                                                         |          |
| 35   | Een oorblazer 「耳に息を吹く人」 | 他人の悪口を言う人                                                                       |          |
| 36   | De haan en de vos hebben elkaar te gast 「雄鶏と狐が一緒に食事に招かれている」                                                                                      | 二人の詐欺師がお互いを出し抜こうとしている様子                                           |          |
| 36   | Wat heb je aan een mooi bord als het leeg is? 「美しい皿でもそれが空なら何の役に立とうか?」                                                                         | 見た目だけ良くても物質的な必要には敵わない                                               |          |
| 36   | Bij iemand in het krijt staan 「石灰の中で人の近くに立つ」 | 人に借りを作る                                                                           |          |
| 36   | Een schuimspaan zijn 「(乳からクリームをすくう)ひしゃくになる」 | 自惚れる                                                                                 |          |
| 37   | Het is gezond om in het vuur te pissen 「火(であぶられている肉)に小便をするのは健康によい」                                                                         | 物事にはより落ち着き、慎重さが必要なこともある                                           |          |
| 37   | Hij vangt vissen met zijn handen 「彼は素手で魚を捕まえる」 | 他人の労働から利益を得ている                                                             |          |
| 37   | Met hem kan men geen spies draaien 「彼と一緒には誰も焼き串を回せない」                                                                                             | (非協力的で)彼とは誰も一緒に作業できない                                                 |          |
| 38   | Op hete kolen zitten 「熱い炭の上に座っている」 | 気が短い                                                                                 |          |
| 39   | De omgekeerde wereld 「逆さまの世界」 | 何事もあるべきようにはならない                                                           |          |
| 40   | Op de wereld schijten 「世界の上に糞をする」 | 世の中の全てを軽蔑している                                                               |          |
| 41   | De gekken krijgen de beste kaarten 「愚か者が最もよいカードを引く」                                                                                                 | 幸運は愚かな人の元へ来るものである                                                       |          |
| 41   | Elkaar bij de neus nemen 「お互いの鼻を摘む」 | お互いを馬鹿にし合う                                                                     |          |
| 41   | De teerling is geworpen 「賽は投げられた」 | 物事が既に決まっている状態                                                               |          |
| 42   | Het is maar hoe de kaarten vallen 「カードの落ち方次第だ」 | 運次第である                                                                             |          |
| 42   | Iets door het oog van de schaar halen 「ハサミの間の目を通して物を見る」                                                                                            | 人の物を欲しがる                                                                         |          |
| 43   | Daar hangt de po uit 「外に鍋がぶら下がっている」 | 物事があるべき状態と反対になっている                                                     |          |
| 43   | Tegen de maan pissen 「月に向かって小便する」 | 無理なものを得ようとして背伸びする                                                       |          |
| 43   | Lachen als een boer die kiespijn heeft 「虫歯持ちの大工のように笑う」                                                                                               | ぎこちなく笑う                                                                           |          |
| 44   | Ergens de gek mee scheren 「愚か者のひげを(刃のないもので)剃る」 | 人を馬鹿にする                                                                           |          |
| 45   | Achter het net vissen 「網の後ろで魚を捕る」 | 好機を逃す                                                                               |          |
| 46   | De grote vissen eten de kleine 「大きな魚が小さな魚を食べる」 | 強い者が弱い者を犠牲にして富を得る                                                       |          |
| 47   | De zon niet in het water kunnen zien schijnen 「太陽が水面で輝いているのが見えない」                                                                                | 人に嫉妬する                                                                             |          |
| 48   | Tegen de stroom is het kwaad roeien (zwemmen) 「水の流れに逆らって漕ぐ(泳ぐ)のは悪い者だ」                                                                          | 一般的な意見に逆らうのはよくない                                                         |          |
| 49   | De kruik gaat zolang te water tot zij barst 「水差しは壊れるまで水を入れられる」                                                                                    | 何事にも終わりがある                                                                     |          |
| 49   | De breedste riemen worden uit andermans leer gesneden 「最も幅の広いベルトは他人の革から切り取られる」                                                              | 出費も他人の負担ならば気にならない                                                       |          |
| 49   | Een aal bij de staart hebben 「ウナギを尻尾でつかむ」 | 難しい仕事を引き受ける                                                                   |          |
| 50   | Iets door de vingers zien 「指の間から物を見ている」 | 利益のために善悪の判断が出来なくなっている                                               |          |
| 51   | Daar hangt het mes uit 「ナイフが外にぶら下げる」 | 誰かに挑戦を表明する                                                                     |          |
| 52   | Daar staan klompen 「木靴を並べている」 | 待ちぼうけになる                                                                         |          |
| 53   | Een gat in het dak krijgen 「屋根に穴が開いている」 | あまり知的ではない                                                                       |          |
| 53   | Aan een oud dak moet je veel herstellen 「古い屋根は多くの修繕をしなければならない」                                                                                | 古い物を扱うのには多くの手間がいる                                                       |          |
| 53   | Men heeft daar latten op het dak 「人がランタンを持って屋根の上にいる」                                                                                             | 人に見張られている                                                                       |          |
| 54   | De ene pijl de andere nazenden 「他人に向けられた矢」 | 忍耐力のあるふり                                                                         |          |
| 54   | Zijn pijlen verschieten 「矢を放つ」 | 素早く対処する                                                                           |          |
| 55   | Twee zotten onder één kaproen 「一つの頭巾を被った二人の愚か者」 | 愚か者は群れたがるものである                                                             |          |
| 55   | Uit het raam groeien 「窓の外へ生える」 | 物事は隠しておけない                                                                     |          |
| 56   | Hij speelt op de kaak 「さらし台の上で演奏する」 | 間違っているのに気付かず、まだ人の注意を引こうとする                                     |          |
| 57   | Van de os op de ezel springen 「雄牛の上からロバに飛び乗る」 | 不利な状況に陥る                                                                         |          |
| 58   | Zijn gat aan de poort vegen 「尻を壁で拭く」 | 何かを無視する                                                                           |          |
| 58   | Zijn last dragen 「自分の荷物を運ぶ」 | 自分の運命を背負う                                                                       |          |
| 58   | Zijn schouders eronder zetten 「自分の肩を縮める」 | 努力する                                                                                 |          |
| 58   | De ene bedelaar ziet de ander niet graag voor de deur staan 「乞食は他の乞食が戸の外に立っているのを見るのを喜ばない」                                              | 競争を恐れる                                                                             |          |
| 59   | Dat hangt als een schijthuis boven de gracht 「排水溝の上の便所のようにぶら下がっている」                                                                           | 問題になっていることが明白である                                                         |          |
| 59   | Hij kan door een eiken plank zien als er een gat in zit 「穴が空いていればオークの板も透かして見ることができる」                                                    | 明白なことは特に強調する必要はない                                                       |          |
| 59   | Uit hetzelfde gat schijten 「同じ穴から糞をする」 | 二人はお互いに離れがたい同志である                                                       |          |
| 60   | Je geld in het water gooien 「自分の金を水に捨てる」 | 金を無駄にする                                                                           |          |
| 60   | Een morse muur is snel afgebroken 「粗悪な壁はすぐに崩れる」 | いい加減に作られたものはすぐに悪くなる                                                   |          |
| 61   | De kap aan de haag hangen 「帽子を柵に掛ける」 | 仕事を辞める、物事を終わらせる                                                           |          |
| 62   | De beren zien dansen 「熊の踊りを見る」 | 空腹である                                                                               |          |
| 62   | Wilde beren vertoeven graag bij soortgenoten 「野生の熊は同類と共にいるのを好む」                                                                                   | 類は友を呼ぶ                                                                             |          |
| 63   | De bezem uitsteken 「ほうきを突き出す」 | 上司がいない時に部下が好きなようにやる                                                   |          |
| 63   | Onder de bezem getrouwd zijn 「ほうきの下で結婚する」 | 正式に結婚せずに同棲する                                                                 |          |
| 64   | Daar zijn de daken met vlaaien bedekt 「屋根がパンケーキで覆われている」                                                                                            | 豊かな生活を送る                                                                         |          |
| 65   | Zodra het hek van de dam is, lopen de varkens in het koren 「柵が開いていれば豚が穀物の所に走ってくる 」                                                            | 監督する者がいなければ、何事もうまくいかない                                             |          |
| 65   | Wat de boer aan het koren verliest, zal hij aan het spek wel terugvinden 「農夫は穀物を失っても、ベーコンで取り戻す」                                               | 人が何かを損した時は、他の誰かがそれで得している                                         |          |
| 66   | Hij loopt alsof hij het vuur in zijn aars heeft 「彼は尻に火が着いたかのように走る」                                                                                | 速く走る                                                                                 |          |
| 66   | Wie vuur eet, schijt vonken 「火を食べる者は火花の糞をする」 | 危険を冒す者はその結果に驚いてはならない                                                 |          |
| 67   | Zijn huik naar de wind hangen 「自分のマントを風になびかせる」 | 状況に合わせて意見を変える                                                               |          |
| 68   | Hij kust het ringetje van de deur 「彼は戸のリングにキスをする」 | 人に迎合する                                                                             |          |
| 69   | De ooievaar nakijken 「コウノトリを見る」 | 時間を無駄にする                                                                         |          |
| 69   | Aan de veren kent men de vogel 「羽を見れば鳥を見分けられる」 | 服装を見ればその人が分かる、または、子供は親に似る                                       |          |
| 70   | Pluimen in de wind waaien 「風で鳥の羽を飛ばす」 | 無計画で成果のない仕事                                                                   |          |
| 71   | Twee vliegen in één klap slaan 「一撃で二匹のハエを打つ」 | 一つの策で同時に二つの課題を解決しようとする                                             |          |
| 72   | Hij geeft er niet om wiens huis in brand staat, als hij zich maar aan de gloed kan warmen 「炎で暖まることができれば、彼は誰の家が燃えているのか気にしない」        | どのような機会でも自分の利益のために利用しようとする                                     |          |
| 73   | De bok slepen 「断頭台を牽く」 | 損な仕事、無駄な仕事をやらされること                                                     |          |
| 73   | Nood doet zelfs oude vrouwen rennen 「非常時は老女さえ走らせる」 | 思いがけない状況では、驚くべき力が発揮されることがある                                   |          |
| 74   | Paardenkeutels zijn geen vijgen 「馬の糞はイチジクにあらず」 | 外見に惑わされてはならない                                                               |          |
| 75   | Als de ene blinde de ander leidt, vallen ze beiden in de gracht 「盲目の人が他の盲目の人の先導をすると、二人とも排水溝に落ちる」                                    | 知識のない人が他の人を指導すると、不幸な結果になる                                       |          |
| 76   | De reis is nog niet ten einde als men kerk en toren herkent 「教会や尖塔を見ても旅はまだ終わりにならない」                                                          | 物事を企てた時は、成功裏の結末をもって初めて目的を遂げたと言える                         |          |
| 76   | Niemand zo fijn iets spon of het kwam aan het licht der zon 「日の光の下でも耐えられる程うまくでっちあげられるものはない」                                          | いつまでも取り繕うことができるものなど何もない                                           |          |
| 77   | Een oogje in het zeil houden 「帆に目がある」 | 注意深い                                                                                 |          |
| 77   | Voor de wind is het goed zeilen 「帆走するのは風にあおられてがよい」                                                                                                | 有利な状況にあれば成功するのは容易である                                                 |          |
| 78   | Wie weet waarom de ganzen blootsvoets gaan? 「ガチョウがなぜ裸足で歩くのかを誰が知っていようか?」                                                                   | 一見してすぐに明らかでないとしても、物事には必ずその理由がある                           |          |
| 78   | Als ik ze niet hoef te hoeden, laat ik de ganzen ganzen zijn 「もしガチョウの見張り役でないのなら、私はガチョウをガチョウのままにしておく(好きなようにさせておく)」 | 必要もないのに他人の問題に関わってはいけない                                             |          |
| 79   | Waar aas is vliegen kraaien 「死骸のある所にはハエが這う」 | 欲しいものがある所に人は多く集まる                                                       |          |
| 80   | Op de galg schijten 「絞首台の上に糞をする」 | 罰を恐れない                                                                             |          |

## その他
この絵は、アメリカのバンド、フリート・フォクシーズによる2008年のデビューアルバム『フリート・フォクシーズ (アルバム)』で、ディスクジャケットに使用された。

## 参考項目
- ピーテル・ブリューゲルの作品一覧